# Mauro Cerasoli
Mauro Cerasoli (Roma, 18 luglio 1945) è un divulgatore scientifico italiano, cultore di matematiche, particolarmente esperto in calcolo delle probabilità.

## Biografia
Nato a Roma nel 1945  è sempre vissuto nella provincia de L'Aquila luogo di origine della sua famiglia. Qui, dopo aver frequentato il Liceo Classico,  si è laureato in Matematica diventando successivamente Professore Associato di Calcolo delle Probabilità presso la Facoltà di Scienze Matematiche Fisiche e Naturali insegnando anche  algebra lineare, statistica e matematica discreta. Ha anche tenuto corsi di matematica generale, analisi matematica e processi stocastici in altre università italiane.
Nel 1975 ha pubblicato il suo primo libro. Con Gian-Carlo Rota, suo maestro e con Kenneth Baclawsky nel 1984 ha scritto Introduzione alla probabilità edito dall'Unione matematica italiana e pubblicato dalla Pitagora editrice di Bologna. Il libro, ha avuto anche una seconda edizione nel 1990. Insieme alla sorella Anna ha scritto diversi libri di matematica per il triennio delle scuole medie superiori, pubblicati da Zanichelli. Insieme a Franco Eugeni e Marco Protasi nel 1988 ha pubblicato Elementi di Matematica discreta, un lavoro con la presentazione di Gian Carlo Rota.
Morto Rota con cui aveva continuato a collaborare, nel nuovo millennio, i suoi interessi si rivolgono principalmente alla divulgazione della matematica. Ha fondato l'associazione Mat^Nat (Matematica e Natura) e, insieme all' APAV (Accademia Picena Aprutina dei Velati) e alla Mathesis organizza e partecipa a vari convegni nazionali sul tema della bellezza e della divulgazione della matematica e a corsi di aggiornamento per insegnanti.
Ha progettato e realizzato il Parco della Matematica con sede presso il Convento di San Francesco a Fontecchio. Qui organizza visite guidate e, attraverso un percorso con molte stazioni appositamente preparate,  evidenzia la matematica presente in natura..
Nel 2019 con Matematicamente.it, ha pubblicato  23 dialoghi con un matematico strano con licenza Creative Commons. I temi del libro, che attraversano tutta la matematica, hanno lo scopo principale di chiarire e approfondire l'esperienza iniziata durante le passeggiate didattiche nel parco naturale. Il dialogo è arricchito da giochi matematici ideati dall'autore e da frequenti intermezzi autobiografici come quando racconta come il caso e la sua passione scacchistica  lo abbiano portato, nel 2007, durante il Festival della Matematica di Roma,  accanto a celebri matematici come Andrew Wiles, ad incontrare in simultanea l'ex campione mondiale Boris Spasskij

## Opere

### Libri
- Mauro Cerasoli, Elementi di teoria della probabilità, L'Aquila, Japadre, 1975, OCLC 875795313.
- ", Esercizi e problemi di calcolo delle probabilita, L'Aquila, Japadre, 1978, OCLC 930412020.
- ", Calcolo combinatorio, L'Aquila, Japadre, 1983, OCLC 876050423.
- ", Kenneth Baclawsky e Gian-Carlo Rota, Introduzione alla probabilità, Prima edizione, UMI, 1984, OCLC 799754145.
- ", Informatica e programmazione : a scuola di BASIC, Bologna, Zanichelli, 1986, OCLC 1138579299.
- " e Anna Maria Cerasoli, Elementi di calcolo delle probabilità : introduzione alla matematica dell'incerto, Bologna, Zanichelli, 1986, ISBN 88-08-01444-4.
- " e Giuseppe Tomassetti, Elementi di statistica : introduzione alla matematica dell'incerto, Bologna, Zanichelli, 1986, ISBN 978-88-08-01446-7.
- ", Franco Eugeni e Marco Protasi, Elementi di matematica discreta, Presentazione di Giancarlo Rota, Bologna, Zanichelli, 1988, ISBN 978-88-08-03858-6.
- ", Anna Maria Cerasoli e Alessio Drivet, Elementi di matematica probabilita statistica, vol. 1, Bologna, Zanichelli, 1989, ISBN 978-88-08-12330-5.
- ", Anna Maria Cerasoli e Alessio Drivet, Elementi di matematica probabilita statistica, vol. 2, Bologna, Zanichelli, 1989, ISBN 978-88-08-12332-9.
- ", Anna Maria Cerasoli e Alessio Drivet, Elementi di matematica probabilita statistica, vol. 3, Bologna, Zanichelli, 1989, ISBN 978-88-08-12334-3.
- ", Kenneth Baclawsky e Gian-Carlo Rota, Introduzione alla probabilità, Seconda edizione, UMI, 1990, OCLC 799535220.[17]
- " e Anna Maria Cerasoli, Matematica generale e applicata, vol. 1, Bologna, Zanichelli, 1991, ISBN 88-08-07544-3.
- " e Anna Maria Cerasoli, Matematica generale e applicata, vol. 2, Bologna, Zanichelli, 1991, ISBN 88-08-07546-X.
- " e Anna Maria Cerasoli, Matematica generale e applicata, vol. 3, Bologna, Zanichelli, 1991, ISBN 88-08-07548-6.
- ", Problemi risolti di calcolo delle probabilità, Milano, CEA, 1991, ISBN 978-88-40-80688-4.
- ", C.Campagna e Gian-Carlo Rota, L'endecasillabo matematico, Mathesis, 1999, OCLC 702195511.
- ", 23 dialoghi con un matematico strano, San Donato (Lecce), Matematicamente.it, 2019, ISBN 978-88-99-98809-8.[18]

### Curatele
- ", Giulio Cesare Barozzi, Mathesis, Il fascino discreto della matematica : atti del Convegno : L'Aquila, 18-19-20 aprile, Aula magna dell'Università, Mathesis, 1996, OCLC 955751152.
- " e Università degli Studi dell'Aquila, Gian-Carlo Rota Memorial Conference : atti del Convegno internazionale : Barisciano (AQ), 25-27 Aprile 2002, L'Aquila, s.n.S.L, 2002, OCLC 954728120.
- ", Atti : 6. Convegno nazionale : matematica, formazione scientifica e nuove tecnologie : concepire, insegnare matematica ..., Cosenza, L.Pellegrini, 2006, ISBN 9788881013586.
- ", Atti : 8. convegno nazionale : matematica, formazione scientifica e nuove tecnologie : concepire, insegnare la matematica e le scienze oggi per le future applicazioni : argomenti e metodi : Lamezia Terme (CZ), 20-22 febbraio 2009, Teatro comunale Umberto I, Cosenza, L.Pellegrini, 2009, OCLC 697976079.

### Articoli
- ", On the probability of a Boolean polynomial of events, in Discrete mathematics, vol. 44(2), 1983, ISSN 0012-365X (WC · ACNP), OCLC 4923339676.
- ", Osservazioni sulla didattica della probabilità (PDF), in Incontri con la matematica, Mathesis peligna, 1987, OCLC 955473057.
- ", Esempi di dimostrazioni probabilistiche, in Lettera matematica – PRISTEM – n. 29, 1998, ISSN 1970-6820 (WC · ACNP).
- " e Fabiola Testa, Il processo stocastico di Hurwitz, in Funzioni speciali e applicazioni / a cura di Antonio Bellacicco e Andrea Laforgia, 1998, OCLC 848936354.
- ", Stefania Costabile, Gennaro Eduardo Tangari, La probabilità di Gian Carlo Rota (PDF), in Bollettino dei docenti di matematica, 47, SUPSI, 2003, ISBN 88-86486-71-5.
- ", Statistiche d’ordine discrete e formula di Bayes (PDF), in Bollettino dei docenti di matematica, 47, SUPSI, 2003, ISBN 88-86486-71-5.

### Video
- " e Patrizia Santangelo, TVUNO L'Aquila, Racconti di un matematico: 1. L'acqua, L'Aquila, pianure e piani, su YouTube, 21 ottobre 2012. URL consultato il 4 giugno 2023.
- " e Patrizia Santangelo, TVUNO L'Aquila, Racconti di un matematico: 2. Il piano di Fano e la caratteristica di Eulero, su YouTube, 12 novembre 2012. URL consultato il 4 giugno 2023.
- " e Patrizia Santangelo, TVUNO L'Aquila, Racconti di un matematico: 3. Variabili aleatorie della briscola e del tresette, su YouTube, 3 dicembre 2012. URL consultato il 4 giugno 2023.
- " e Patrizia Santangelo, TVUNO L'Aquila, Racconti di un matematico: 4. Dadi equi e il gioco della piramide, su YouTube, 29 marzo 2013. URL consultato il 4 giugno 2023.
- " e Patrizia Santangelo, TVUNO L'Aquila, Racconti di un matematico: 5. Il triangolo di Tartaglia nel gioco del Lotto, su YouTube, 4 febbraio 2013. URL consultato il 4 giugno 2023.
- " e Patrizia Santangelo, TVUNO L'Aquila, Racconti di un matematico: 6. La proprietà distributiva, su YouTube, 18 febbraio 2013. URL consultato il 4 giugno 2023.
- " e Patrizia Santangelo, TVUNO L'Aquila, Racconti di un matematico: 7. Numeri di Mersenne, su YouTube, 13 maggio 2013. URL consultato il 4 giugno 2023.
- " e Patrizia Santangelo, TVUNO L'Aquila, Racconti di un matematico: 8. Codici segreti e fattoriali, su YouTube, 13 maggio 2013. URL consultato il 4 giugno 2023.
- " e Patrizia Santangelo, TVUNO L'Aquila, Racconti di un matematico: 9. Le donne della Matematica, su YouTube, 13 maggio 2013. URL consultato il 4 giugno 2023.
- " e Patrizia Santangelo, Matematica e natura, in Archivio puntate Al centro, LaQTV, 1º giugno 2019. URL consultato il 4 giugno 2023.